# Choi Kwon-soo
Choi Kwon-soo (en hangul, 최권수); nacido el 5 de octubre de 2004 en Busan, Corea del Sur) es un actor surcoreano.

## Dramas
- Grand Prince (CSTV, 2018)
- Ms. Perfect (KBS2, 2017)
- One More Happy Ending (MBC, 2016)
- The Brothers' Summer (KBS2, 2015)
- Hwajung (MBC, 2015)
- Super Daddy Yeol (tvN, 2015)
- Tomorrow Cantabile (KBS2, 2014)
- Wonderful Days (KBS2, 2014)
- The King 2hearts (MBC, 2012)
- Haeundae Lovers (KBS2, 2012)

## Películas
- Hiya (2016)

## Reconocimientos
- 2015 KBS Drama Awards: Mejor Actor Joven (The Brothers' Summer)